# Superliga de Grecia 2018-19
La temporada 2018-19 fue la edición número 83 de la Superliga de Grecia. La temporada comenzó el 25 de agosto  de 2018 y finalizó el 12 de mayo de 2019. El AEK de Atenas es el vigente campeón.

## Ascensos y descensos
Al término de la temporada 2017-18, descendieron PAE Kerkyra y Platanias, y ascendieron de la Football League el campeón OFI Creta que vuelve a la máxima categoría después de cuatro temporadas y el subcampeón Aris Thessaloniki que vuelve tras cinco temporadas.
| Pos. | Descendidos de la Superliga de Grecia 2017-18 |
| ---- | --------------------------------------------- |
| 15.º | PAE Kerkyra                                   |
| 16.º | Platanias                                     |

| Pos. | Ascendidos de la Football League 2017-18 |
| ---- | ---------------------------------------- |
| 1.º  | OFI Creta                                |
| 2.º  | Aris Thessaloniki                        |

## Formato
Los 16 equipos participantes jugaron entre sí todos contra todos dos veces totalizando 30 partidos cada uno, al término de la fecha 30, el primer clasificado se coronó campeón de la liga y obtuvo un cupo para la Tercera ronda de la Liga de Campeones 2019-20; el subcampeón obtuvo un cupo para la segunda ronda de la Liga de Campeones, mientras que el tercero y el cuarto obtuvieron un cupo para la Segunda ronda de la Liga Europea 2019-20. El decimotercero clasificado jugó el Play-offs de relegación contra el subcampeón de la Football League 2018-19, mientras que los 3 últimos descendieron a la Superliga 2 2019-20.
Un cupo para la tercera ronda de la Liga Europea 2019-20 fue asignado al campeón de la Copa de Grecia 2018-19.

## Información de los equipos
- A continuación se muestra la lista de clubes que compiten en la Superliga 2018-19, con su ubicación y estadio.
| Equipo            | Ciudad       | Estadio                          | Capacidad |
| ----------------- | ------------ | -------------------------------- | --------- |
| AEK Atenas        | Atenas       | Estadio Olímpico                 | 69,618    |
| AEL               | Larissa      | AEL FC Arena                     | 16,118    |
| Apollon Smyrni    | Atenas       | Estadio Georgios Kamaras         | 14,856    |
| Aris Thessaloniki | Thessaloniki | Estadio Kleanthis Vikelidis      | 22,800    |
| Asteras Tripoli   | Trípoli      | Estadio Theodoros Kolokotronis   | 7,616     |
| Atromitos         | Peristeri    | Estadio Peristeri                | 10,005    |
| OFI Creta         | Heraklion    | Estadio Theodoros Vardinogiannis | 9,088     |
| Lamia             | Lamía        | Estadio Municipal de Lamia       | 6,000     |
| Levadiakos        | Lebadea      | Estadio Municipal de Levadia     | 6,500     |
| Olympiacos        | Piraeus      | Estadio Georgios Karaiskakis     | 32,115    |
| Panathinaikos     | Atenas       | Estadio Apostolos Nikolaidis     | 16,003    |
| Panetolikos       | Agrinio      | Estadio Panetolikos              | 7,000     |
| Panionios         | Nea Smyrni   | Estadio Nea Smyrni               | 11,700    |
| PAOK              | Thessaloniki | Estadio La Tumba                 | 28,703    |
| PAS Giannina      | Ioannina     | Estadio Zosimades                | 7,652     |
| Xanthi            | Xanthi       | Skoda Xanthi Arena               | 7,422     |

## Tabla de posiciones
| Pos. | Equipo            | Pts. | PJ | G  | E  | P  | GF | GC | Dif. | Clasificación 2019–20                          |
| ---- | ----------------- | ---- | -- | -- | -- | -- | -- | -- | ---- | ---------------------------------------------- |
| 1    | PAOK Salónica (C) | 80   | 30 | 26 | 4  | 0  | 66 | 14 | +52  | Tercera ronda de la Liga de Campeones          |
| 2    | Olympiacos        | 75   | 30 | 24 | 3  | 3  | 71 | 17 | +54  | Segunda ronda de la Liga de Campeones          |
| 3    | AEK Atenas        | 60   | 30 | 18 | 6  | 6  | 50 | 19 | +31  | Tercera ronda de la Liga Europea               |
| 4    | Atromitos         | 52   | 30 | 15 | 7  | 8  | 41 | 28 | +13  | Segunda ronda de la Liga Europea               |
| 5    | Aris Salónica     | 49   | 30 | 15 | 4  | 11 | 46 | 33 | +13  | Segunda ronda de la Liga Europea               |
| 6    | Panionios         | 38   | 30 | 11 | 5  | 14 | 27 | 45 | −18  |                                                |
| 7    | Lamia             | 37   | 30 | 9  | 10 | 11 | 28 | 37 | −9   |                                                |
| 8    | Panathinaikos     | 36   | 30 | 13 | 8  | 9  | 38 | 30 | +8   |                                                |
| 9    | Panetolikos       | 36   | 30 | 10 | 6  | 14 | 34 | 48 | −14  |                                                |
| 10   | AEL               | 34   | 30 | 8  | 10 | 12 | 26 | 34 | −8   |                                                |
| 11   | Asteras Tripolis  | 33   | 30 | 8  | 9  | 13 | 25 | 30 | −5   |                                                |
| 12   | Xanthi            | 32   | 30 | 7  | 11 | 12 | 22 | 34 | −12  |                                                |
| 13   | OFI (O)           | 32   | 30 | 7  | 11 | 12 | 30 | 42 | −12  | Play-off de permanencia                        |
| 14   | PAS Giannina      | 27   | 30 | 7  | 6  | 17 | 19 | 38 | −19  | Descenso a Segunda Superliga de Grecia 2019-20 |
| 15   | Levadiakos        | 21   | 30 | 5  | 6  | 19 | 15 | 45 | −30  | Descenso a Segunda Superliga de Grecia 2019-20 |
| 16   | Apollon Smyrnis   | 10   | 30 | 2  | 4  | 24 | 11 | 55 | −44  | Descenso a Segunda Superliga de Grecia 2019-20 |

Actualizado a los partidos jugados el 5 de mayo de 2019.
 Fuente: Superleague Grecia, Soccerway
Criterios de clasificación: 1) Puntos; 2) puntos entre sí; 3) diferencia de goles; 4) Goles marcados.
Notas:
1. ↑  PAOK Salónica se le descontaron 2 puntos por decisión de la corte[1]
2. ↑  AEK Atenas se le descontaron 2 puntos por decisión de la corte.[2]
3. ↑  Panathinaikos se le descontaron 11 puntos, 6 por razones financieras, y 5 por decisión de la corte.[3]
4. 1 2  Puntos cara a cara: Panathinaikos 6 puntos, Panetolikos 0 puntos
5. 1 2  Puntos cara a cara: Xanthi 4 puntos, OFI 1 punto

## Resultados
| Local \ Visitante | AEK | AEL | APS | ARI | AST | ATR | LAM | LEV | OFI | OLY | PNA | PNE | PIO | PAK | PAS | XAN |
| ----------------- | --- | --- | --- | --- | --- | --- | --- | --- | --- | --- | --- | --- | --- | --- | --- | --- |
| AEK Atenas        | —   | 0–1 | 2–1 | 4–0 | 3–0 | 0–2 | 2–0 | 1–0 | 1–0 | 1–1 | 0–0 | 4–0 | 4–0 | 1–1 | 2–0 | 2–0 |
| AEL               | 0–0 | —   | 3–0 | 0–0 | 2–1 | 0–1 | 1–2 | 2–0 | 0–0 | 0–3 | 1–3 | 1–0 | 4–2 | 1–1 | 2–0 | 1–1 |
| Apollon Smyrnis   | 0–2 | 0–1 | —   | 1–2 | 0–2 | 1–1 | 0–3 | 0–0 | 0–0 | 0–2 | 1–3 | 0–1 | 0–2 | 1–5 | 1–2 | 1–0 |
| Aris Salónica     | 2–0 | 2–0 | 5–0 | —   | 2–0 | 0–2 | 1–0 | 2–0 | 3–1 | 0–1 | 1–1 | 1–2 | 1–1 | 1–2 | 1–0 | 7–2 |
| Asteras Tripolis  | 0–1 | 2–0 | 2–0 | 0–3 | —   | 1–1 | 0–0 | 0–0 | 2–1 | 0–2 | 1–1 | 3–0 | 3–0 | 0–3 | 1–0 | 0–1 |
| Atromitos         | 0–1 | 2–0 | 1–0 | 4–2 | 3–2 | —   | 1–0 | 1–0 | 0–2 | 1–2 | 2–0 | 2–2 | 3–0 | 1–1 | 1–0 | 0–0 |
| Lamia             | 2–2 | 2–1 | 2–1 | 0–3 | 0–0 | 2–1 | —   | 3–2 | 1–1 | 1–3 | 1–0 | 0–2 | 1–0 | 0–1 | 1–1 | 0–0 |
| Levadiakos        | 0–3 | 1–1 | 1–0 | 1–0 | 0–2 | 0–2 | 1–1 | —   | 2–1 | 0–2 | 0–0 | 1–0 | 1–2 | 1–2 | 0–2 | 1–2 |
| OFI               | 0–3 | 0–0 | 0–0 | 1–2 | 1–1 | 1–1 | 1–3 | 2–0 | —   | 1–0 | 3–1 | 3–0 | 1–1 | 1–3 | 1–0 | 0–0 |
| Olympiacos        | 4–1 | 4–0 | 1–0 | 4–1 | 2–1 | 2–1 | 3–0 | 1–0 | 5–1 | —   | 1–1 | 2–1 | 4–0 | 0–1 | 5–0 | 4–0 |
| Panathinaikos     | 0–0 | 1–1 | 5–1 | 2–0 | 1–0 | 1–0 | 3–1 | 3–0 | 1–3 | 0–3 | —   | 4–0 | 1–0 | 0–2 | 2–1 | 2–2 |
| Panetolikos       | 2–1 | 2–2 | 2–1 | 1–2 | 1–1 | 1–2 | 2–2 | 2–1 | 2–1 | 0–5 | 0–1 | —   | 5–0 | 1–2 | 1–0 | 0–0 |
| Panionios         | 0–2 | 1–0 | 0–1 | 1–0 | 1–0 | 2–2 | 1–0 | 1–1 | 2–2 | 0–1 | 2–0 | 3–0 | —   | 0–1 | 2–1 | 1–0 |
| PAOK Salónica     | 2–0 | 2–1 | 2–0 | 1–1 | 1–0 | 3–0 | 3–0 | 5–0 | 4–0 | 3–1 | 2–0 | 2–1 | 3–0 | —   | 2–1 | 2–0 |
| PAS Giannina      | 0–4 | 0–0 | 1–0 | 1–0 | 0–0 | 0–2 | 0–0 | 2–0 | 1–1 | 1–2 | 1–0 | 0–2 | 3–1 | 0–2 | —   | 0–0 |
| Xanthi            | 1–3 | 1–0 | 2–0 | 0–1 | 0–0 | 2–1 | 0–0 | 0–1 | 3–0 | 1–1 | 0–1 | 1–1 | 0–1 | 1–2 | 2–1 | —   |

| 1. |

## Playoffs de descenso
El equipo ubicado en la posición 13 jugó un partido de ida y vuelta con el segundo clasificado de la Football League 2018-19
| Equipo 1  | Agr. | Equipo 2  | Ida | Vuelta |
| --------- | ---- | --------- | --- | ------ |
| Platanias | 2–3  | OFI Creta | 0–0 | 2–3    |

- OFI Creta se mantiene en la Superliga para la temporada 2019-20.

## Goleadores
- Actualizado al 5 de mayo de 2019.
| Pos. | Jugador             | Club                 | Goles |
| ---- | ------------------- | -------------------- | ----- |
| 1    | Efthymis Koulouris  | Atromitos            | 19    |
| 2    | Ezequiel Ponce      | AEK Atenas           | 16    |
| 3    | Kostas Fortounis    | Olympiacos           | 12    |
| 4    | Ahmed Hassan        | Olympiacos           | 11    |
| 5    | Giorgos Masouras    | Panionios/Olympiacos | 10    |
| 5    | Federico Macheda    | Panathinaikos        | 10    |
| 5    | Mateo García        | Aris Thessaloniki    | 10    |
| 8    | Aleksandar Prijović | PAOK Salónica        | 9     |
| 8    | Hamza Younés        | Aris Thessaloniki    | 9     |
| 8    | Jerónimo Barrales   | PAS Lamia            | 9     |